# Миклашевич, Варвара Семёновна
Варвара Семёновна Миклашевич (ур. Смагина; 1772, Пенза — 2 декабря 1846, Петербург) — русская писательница.

## Биография
Родилась в дворянской семье, дочь пензенского помещика. Вышла замуж за губернского чиновника Антона Осиповича Миклашевича (Миклашевичева), поляка по происхождению.
В 1790-х годах её имя упоминается впервые, как дама, которая появляется в «в Пензе в обществе кн. И. М. Долгорукова, вице-губернатора и поэта с репутацией „якобинца“. Пренебрегая общественным мнением, молодая дама ездит с визитами к опальному и оставленному всеми чиновнику. В годы павловского царствования такие визиты могли иметь самые неблагоприятные последствия, и Долгоруков вполне оценил самоотверженность „романтической“ женщины, посвятив ей несколько благодарных строк в „Капище моего сердца“».
После этого при императоре Павле её муж был арестован и провел некоторое время в тюрьме, затем был прощен царем и в 1800 году получил назначение в станицу Михайловскую, на Дону. Беременная жена последовала за ним и родила в пути ребёнка. В 1808 году мальчик умер.
Приходилась роднёй и другом А. А. Жандру (позже (с 1816?) — гражданской женой), благодаря чему сблизилась с А. С. Грибоедовым, А. И. Одоевским и другими.
«1825 год принёс ей новые несчастья: после восстания 14 декабря она пытается спасти А. И. Одоевского, приютив его у себя и дав ему платье для побега; арест Одоевского повлек за собою привлечение к следствию Жандра, и Миклашевич становится перед лицом угрожающей полной катастрофы. Жандр был вскоре освобожден, но с Кавказа привезли арестованного Грибоедова; вслед за тем был казнен знакомый ей Рылеев. Переживания этих месяцев запомнились ей надолго; официальные власти знали о резко недоброжелательном отношении к правительству „старой карги Миклашевич“, которая „своим змеиным языком“ распускала „слухи“ о собраниях у вдовы Рылеева».

## Творчество
В 1800-х писала оды, которые сохранились в рукописи в бумагах Державина, с которым она, очевидно, была в переписке.
В 1824 году выступила в литературе в качестве переводчицы с французского комедии «Спальня, или Полчаса из жизни герцога Ришельё» и «Завещание, или Кто кого перехитрил» Мариво и Лесажа.

### Роман
Позже написала нравоописательно-авантюрный роман «Село Михайловское, или Помещик XVIII столетия» (1828-36; полностью опубликован 1864-65). В этом произведении были изображены подлинные события и лица, в том числе декабристы. Роман был запрещен цензурой, ходил в рукописях и пользовался успехом.

В воспоминаниях Жандр писал: "А. С. Пушкин узнал от меня о существовании романа <"Село Михайловское"> и приехал к нам просить эту книгу. Вот его суждение, переданное мне, независимо от того, что он говорил сочинительнице… «Как все это увлекательно»".

Как считали современники, герой этого романа Александр Заринский, призванный спасать всех угнетенных, имеет в качестве прототипа декабриста Александра Одоевского, которому писательницей придана вымышленная счастливая судьба. Прототипом другого персонажа — Рузина, послужил молодой Грибоедов. Третий главный герой — Ильменев, списан, как утверждали близкие автора, с Рылеева.
«Он был необыкновенно приятной наружности. Бел, нежен; 

выступающий на щеках его румянец, обнаруживая сильные 

чувства, часто нескромностью своей изменял его тайнам. 

Носу него был довольно правильный; брови и ресницы почти 

черные; большие синие глаза, всегда несколько прищуренные, 

что придавало им очаровательную прелесть; улыбка на 

розовых устах, открывая прекрасные белые зубы, выражала 

презрение ко всему низкому. Кто не умел понять его души, 

тот считал его гордецом и "философом", считал его даже 

опасным человеком, умеющим наизусть цитировать Вольтера. 

Но Заринский был только масон, и никогда еще в истинном 

рыцаре не было столько христианского смирения, 

благочестия и доброты. Он был ангел-хранитель и защитник 

простого народа; он защищал его в деревнях от помещиков, 

в судах от судей, в кабинете губернатора от чиновников, 

и народ боготворил его. Конечно, в награду за свои 

добродетели он получил нежную любящую супругу и все блага 

тихой счастливой семейной жизни»
Греч в предисловии к роману намекает, что он основан на реальных событиях. Жандр свидетельствовал, что автор изобразила «злодейства, действительно совершенные богатым, необузданным в страстях помещиком. Сочинительница не выдумывала ничего: в её книге нет ни одного лица, которое не жило во время происшествия и не действовало бы так, как она его описала». По его словам, старожилы узнавали каждое лицо романа. В «Пенине» был изображен Панов, соблазнивший свою племянницу, убивший её и скрывший труп; его затем судили, наказали кнутом и сослали в Сибирь. В «Оленьке Пениной», по свидетельству Жандра, писательница изобразила свою молодость, муж героини Заринский, как и её муж Миклашевич, был арестован в начале царствования Павла. «Княжна Эмирова» — княжна С. И. Дивлеткильдеева, которая, как и персонаж романа, постриглась из-за религиозной экзальтированности матери. «Затворник Феодор» — богатый дворянин из рода Ушаковых, отказавшийся от милостей Екатерины II.
Котляревский, характеризуя этот роман, пишет: «Действие рассказа происходит в XVIII веке, в кругу старой помещичьей жизни и вертится главным образом вокруг разных любовных интриг, описанных и развитых в стиле старых романов „с приключениями“. Автор подражал, очевидно, Вальтер Скотту, но не вполне удачно. Рассказ страшно растянут (4 тома) и полон совсем невероятных драматических положений. Роман имеет, впрочем, и свои достоинства (которые заставили Пушкина похвалить его, когда он прочел первые главы в рукописи). Несмотря на все невероятности интриги (даже мертвые воскресают), рассказ в некоторых своих частях правдив и реален. Хороши, например, описания быта духовенства высшего и низшего (в литературе 30-х годов нет этим описаниям параллели — в чём их большая ценность) и очень правдивы рассказы о разных помещичьих насилиях над крестьянами (эти страницы и сделали невозможным появление романа в печати). Нужно отметить, что во всем ходе рассказа нет решительно ничего схожего с историей декабрьского происшествия или с историей жизни того или другого декабриста».
В 1830 г. Греч и Булгарин печатают первые главы в своем «Сыне отечества». Однако впоследствии цензура несколько раз его запрещает публиковать. Миклашевич умерла в 1846 году после смерти её роман перешел по наследству к её воспитаннице, и в итоге все-таки был издан. Тот же Греч стал издателем и автором предисловия к роману, когда он прошел через цензуру в 1864—1865 гг. Роман был переиздан ещё раз в 1908 г. И. Даниловым с предисловием, основанным на письмах А. А. Жандра. Данилов «исправил» текст романа по своему разумению.